# Lycisca romandi
Lycisca romandi är en stekelart som beskrevs av John Obadiah Westwood 1841. Lycisca romandi ingår i släktet Lycisca och familjen puppglanssteklar. Inga underarter finns listade i Catalogue of Life.